# Muara Telang Margo
Muara Telang Margo is een bestuurslaag in het regentschap Banyuasin van de provincie Zuid-Sumatra, Indonesië. Muara Telang Margo telt 1244 inwoners (volkstelling 2010).